# NGC 4030
NGC 4030 ist eine Spiralgalaxie mit ausgedehnten Sternentstehungsgebieten vom Hubble-Typ Sbc im Sternbild Jungfrau, etwa 1° südlich vom Herbstpunkt. Sie ist schätzungsweise 60 Millionen Lichtjahre von der Milchstraße entfernt und hat einen Durchmesser von etwa 80.000 Lichtjahren.
Im selben Himmelsareal befinden sich u. a. die Galaxien IC 753 und IC 754.
Am 19. Februar 2007 wurde hier SN 2007aa, eine Supernova Typ IIP, beobachtet.
Das Objekt wurde am 1. Januar 1786 von William Herschel entdeckt.

## NGC 4030-Gruppe (LGG 264)
| Galaxie   | Alternativname | Entfernung/Mio. Lj |
| --------- | -------------- | ------------------ |
| NGC 4030  | PGC 37845      | 60                 |
| PGC 37710 | UGC 6970       | 61                 |
| PGC 37737 | UGC 6978       | 64                 |
| PGC 37914 | UGC 7000       | 62                 |